# Forest Park (Portland)
Forest Park (en español significa parque forestal) es un parque público municipal situado al oeste de las montañas Tualatin, en el centro de la ciudad de Portland, en el estado de Oregón, Estados Unidos. Se extiende a lo largo de 8 millas (13 kilómetros) sobre las pendientes que descienden hacia el río Willamette, siendo una de las reservas naturales urbanas más grandes del país. 
El parque está poblado de abundantes bosques recorridos por senderos. Tiene una superficie de aproximadamente 5100 acres (2064 hectáreas), conformado en parte por renovales (bosques jóvenes normalmente de tipo secundario). El parque posee una red de senderos recreativos de 70 millas (110 kilómetros).
En la década de 1860, los políticos de Portland buscaron crear una reserva natural en las cercanías de las montañas Tualatin. Sus esfuerzos llevaron a la formación de una comisión municipal y en 1903 contrataron a la compañía Olmsted Brothers para que realizara varios estudios sobre planificación y gestión de parques. Con la adquisición de tierras a través de donaciones, ejecuciones de hipotecas y transferencias provenientes del condado de Multnomah, la ciudad finalmente creó esta reserva natural.  Es el decimonoveno parque urbano más extenso de los Estados Unidos, según la organización The Trust for Public Land.
Hábitat de más de 112 especies de aves y 62 de mamíferos, es considerado un santuario de vida silvestre. Por este sitio fluyen varios afluentes del río Willamette que pasan por la ruta 30 de Oregón como Balch Creek, donde habitan truchas e insectos plecópteros, efemerópteros y tricópteros, y Miller Creek, que se caracteriza por la abundancia de especies como el salmón.
Los incendios representan una de las principales amenazas, así como también la falta de recursos para el mantenimiento, la contaminación, la usurpación de terrenos, el tráfico urbano y las plantas invasoras como la hiedra. Asimismo, los hurtos, delitos, asesinatos y el cultivo ilícito de marihuana también forman parte de la problemática existente.

## Historia

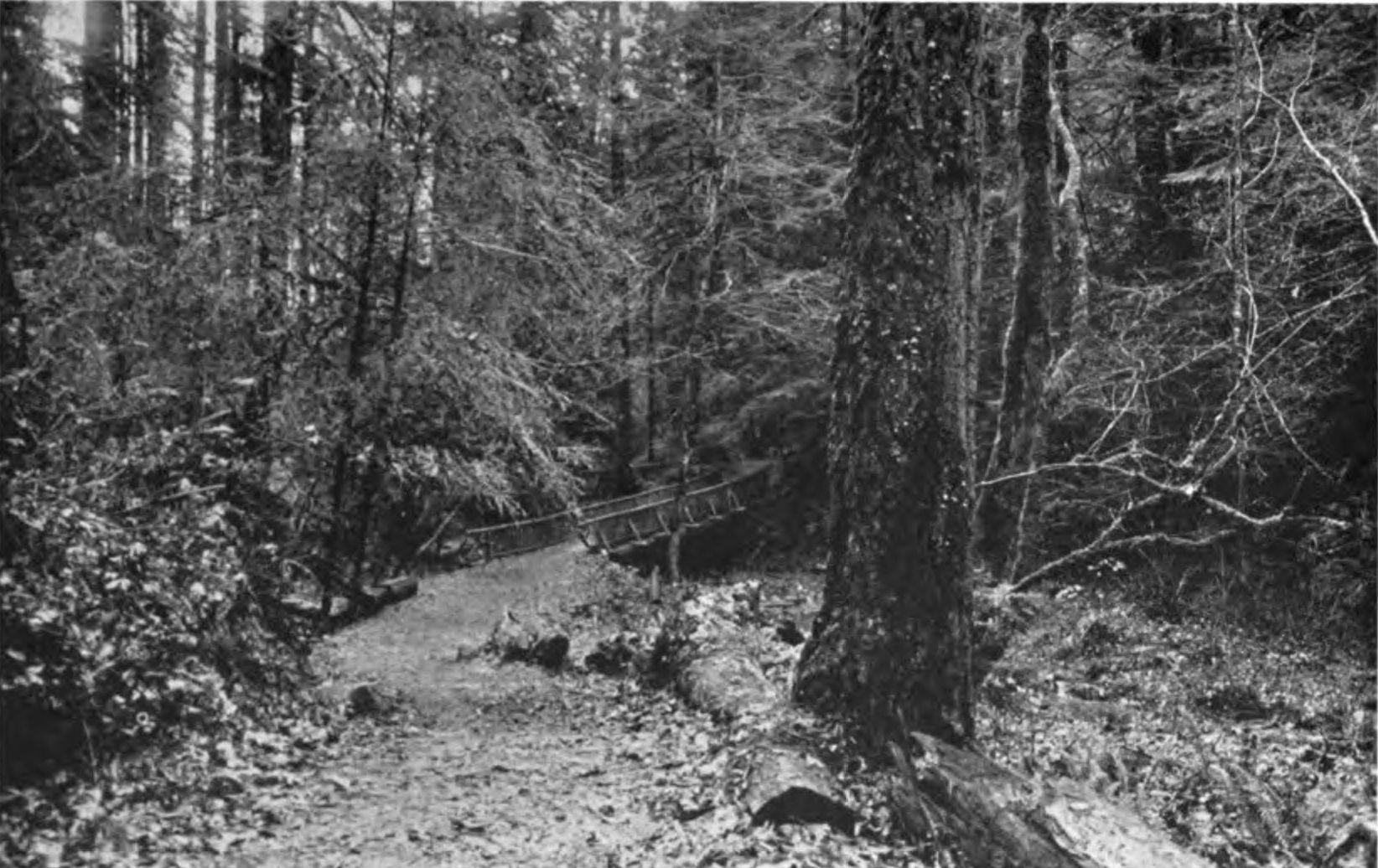
Un puente sobre el parque Macleay en 1914.

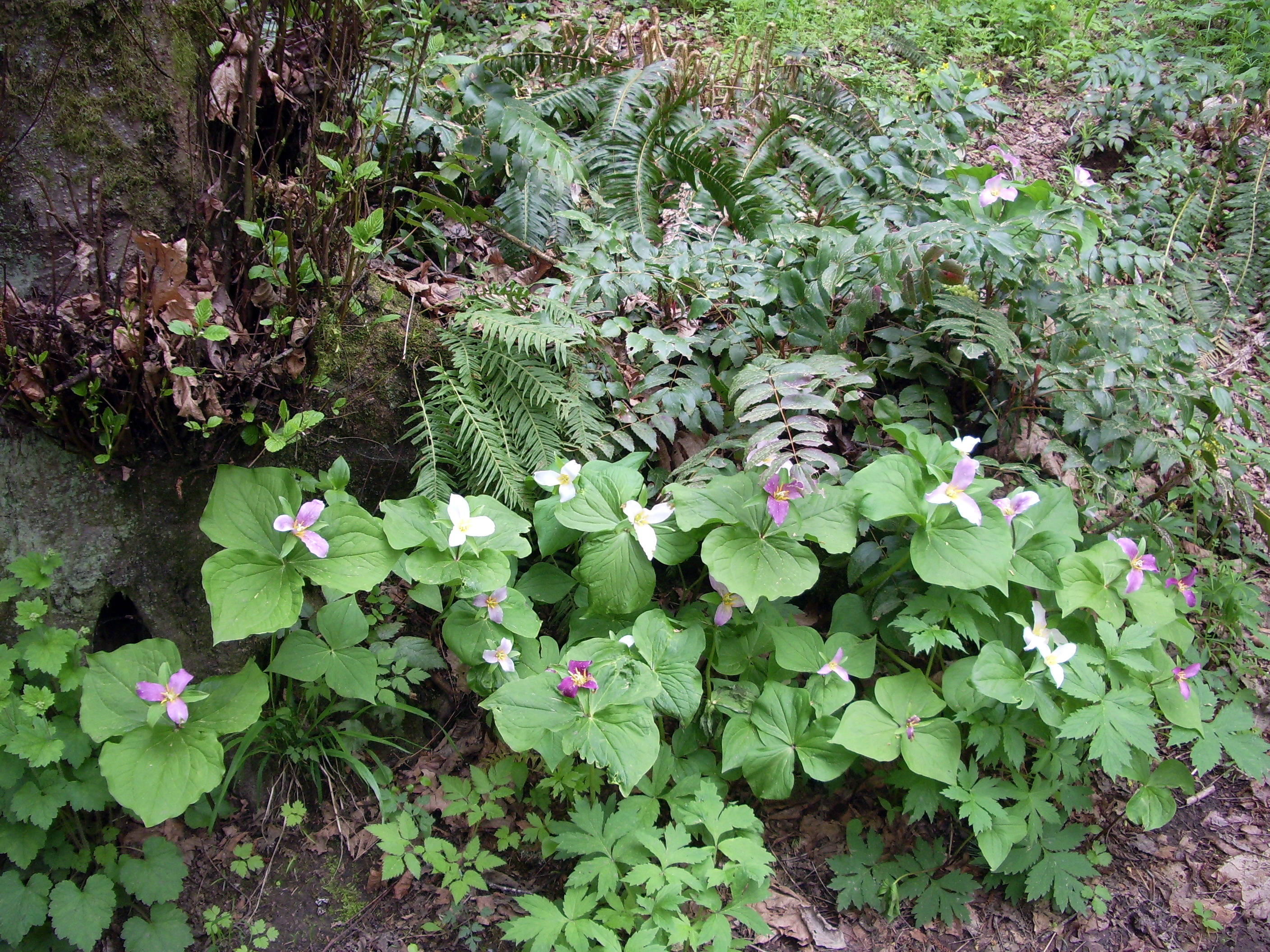
La planta Trillium en sus etapas de crecimiento, en Forest Park.

Antes de que llegaran los colonos, el terreno estaba cubierto por un bosque compuesto de abetos del género Pseudotsuga. Para mediados de 1851, una ley llamada Donation Land Act promulgada por el Congreso de los Estados Unidos promovió el asentamiento en todo el territorio de Oregón y obligó a que cientos de colonos se establecieran en las tierras donadas por el órgano bicameral. Después de esto, el terreno del bosque se vio afectado por la tala indiscriminada de árboles y las precipitaciones meteorológicas que causaron deslizamientos, pendientes y la acumulación de materiales sólidos como el sedimento.
Los políticos guiados por el reverendo Thomas Lamb Eliot, un ministro religioso educado en la Universidad de Harvard que se mudó a Portland en 1867, buscaron crear y preservar un entorno natural en medio de los bosques. En 1899, estos esfuerzos llevaron a la formación del parque municipal de Portland y en 1903 contrataron a la firma Olmsted Brothers, una compañía de arquitectos de Brookline, Massachusetts, especialistas en planificación y diseño de paisajes, para que estudiaran y formularan un plan específico sobre el sistema de parques de la ciudad. El arquitecto John Charles Olmsted, hijastro del famoso diseñador Frederick Law Olmsted, trabajó fuertemente en el proyecto durante el mes de mayo. El informe de Olmsted hizo énfasis en la creación de un sistema de reservas y avenidas, tomando como base el paisaje natural. Además propuso una plaza formal cerca de Union Station, una estación ferroviaria muy cerca del río Willamette, y la creación de parques naturales después conocidos como Forest Park, Sellwood Park, Mount Tabor Park, Rocky Butte, Ross Island y williger, además del Terwilliger Parkway, una vía compuesta de zonas ajardinadas. El proyecto también contemplaba la creación de otras  reservas ecológicas como el Swan Island, en el río Willamette y otros sitios de interés que nunca llegaron a desarrollarse.
Durante varias décadas la ciudad de Portland adquirió varios terrenos para Forest Park. En 1897 Donald Macleay, un comerciante de bienes raíces de Portland, traspasó 108 acres (44 hectáreas) de tierra en las cercanías del arroyo Balch, muy cerca del condado de Multnomah con el objetivo de crear un espacio público para los pacientes de los hospitales cercanos. En la década de 1890, Frederick Van Voorhies Holman, un abogado de la ciudad y presidente de la Sociedad Histórica de Oregón ofreció un terreno de 52 acres (21,04 hectáreas), junto con sus hermanos George y Mary. Por otra parte, Clark and Wilson Timber Company donó 17 acres (6,9 hectáreas) en 1927 para crear una reserva ecológica al occidente de Oregón, cerca de la carretera Northwest Germantown. Nueve años más tarde, Aarón Meier, uno de los fundadores de la cadena de almacenes Meier & Frank, donó tierras para el parque Linnton, cerca del barrio Linnton. Finalmente, todos estos lugares se convirtieron en Forest Park, aunque la gente los recuerda por sus antiguos nombres.
Otras parcelas fueron adquiridas a través del gobierno. En 1928, el Comité de Impuestos transfirió tierras a la oficina de parques de Portland para crear un jardín de flores silvestres a lo largo del arroyo Balch. Alentados por el Club de la Ciudad de Portland, organización sin fines de lucro que realizó un estudio de viabilidad para el bosque en 1945, los líderes cívicos decidieron apoyar el proyecto. En 1948, el condado de Multnomah trasladó a la ciudad otras 2000 acres (810 hectáreas) a través de ejecuciones de hipotecas. El 23 de septiembre de 1948, la ciudad donó formalmente 4200 acres (17 kilómetros cuadrados) de tierra al Forestal. A principios de la década de 1960 se realizaron varios proyectos para mejorar el entorno del bosque, como la construcción y ampliación de rutas, senderos y señales.
Según el departamento de recreación y parques de la ciudad, Forest Park es una de las reservas naturales urbanas más grandes y boscosas de los Estados Unidos, pero esta clasificación ha sido cuestionada en un artículo del periódico Portland Tribune. Peter Harnik, director del Center for City Park Excellence, afirmó que Forest Park en su momento fue la reserva natural más grande, pero dejó de serlo.
En 1991 la agencia gubernamental regional de la zona metropolitana de Portland creó un programa de áreas naturales con el fin de proteger todas las zonas naturales del condado de Multnomah, Washington y Clackamas. En 1995 el programa adquirió un terreno de 320 acres (130 hectáreas) que fue destinado al Forestal. En 2006 también se compraron otras tierras para ampliar este sitio y proteger la calidad del agua y la vida silvestre. A principios de 2009, la agencia gubernamental protegió 865 acres (350 hectáreas) de tierra que estaban relacionadas con el parque, junto con otros 600 acres (240 hectáreas) situados más allá del límite norte.

## Características físicas

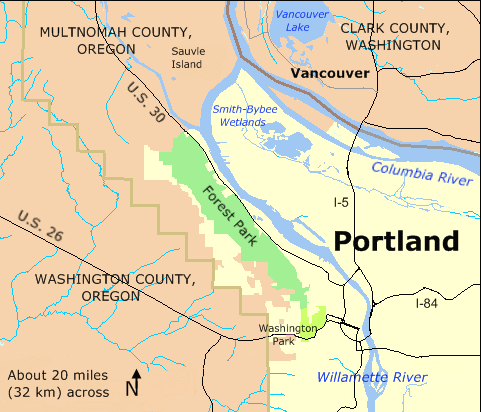
Localización de Forest Park y Washington, en Portland.

La lava solidificada proveniente del Columbia River Basalt Group, una provincia ígnea basáltica situada al oeste de los Estados Unidos, subyace en Forest Park. Durante la época del mioceno, grandes cantidades de magma procedentes de la meseta del río Columbia se desplazaron hacia el sur por medio de lechos fluviales. Las erupciones de lava en el este de Oregón y Washington llegaron hasta el noroeste del Pacífico, lugar donde se encuentra el valle de Willamette. Estos flujos piroclásticos, algunos de los cuales llegaron al océano Pacífico, aparecieron hace 16 millones de años y cubrieron cerca de 60 000 millas cuadradas (160 000 kilómetros cuadrados). Unos ocho flujos del Basalt Group se separaron hasta llegar a las cercanías de las montañas Tualatin, donde subyacen las laderas de Forest Park y forman columnas de rocas normalmente visibles a lo largo del cañón Balch Creek y el noroeste de la carretera Cornell. Las colinas del oeste fueron posteriormente cubiertas por depósitos de sedimentos eólicos que se vuelven inestables cuando se satura con el agua. En esta parte, es común encontrar sedimento, mientras que los deslizamientos de tierra impiden el desarrollo urbano en las elevaciones más altas. Según el Metro Regional Government, el 95 % de las laderas situadas en este sitio sufren potenciales deslizamientos.
En esta reserva se encuentran grandes cantidades de escorias volcánicas, es decir, materiales de origen volcánico. La aparición de respiraderos volcánicos en el bosque es casi nula, aunque existen grandes depósitos de materiales geológicos y sedimentos clásticos como el limo, según un estudio geotécnico realizado por la Universidad Estatal de Oregón en enero de 2015. Las exploraciones por parte de ingenieros geólogos y ambientales también describieron pequeñas cantidades de magma a grandes profundidades.
Con 8 millas (13 kilómetros) de largo, este lugar está a menos de 1 milla (1,6 kilómetros) del centro de Portland y a 2 millas (3,2 kilómetros) del extremo noroeste de la ciudad. Se extiende al oeste de la calle West Burnside, muy cerca del centro de Portland donde el río Willamette divide su flujo alrededor de la isla Sauvie. Cubre la mayor parte del este, sobre el río Willamette, que está delimitado por la calle West Burnside, en el noroeste del bulevar Skylinevard y las calles Newberry y St. Helens (ruta 30 de Oregón). Las elevaciones sobre el nivel del mar varían hasta llegar a los 50 pies (15 metros).
Forma parte de una lista de 150 parques naturales de interés localizados dentro de los límites de una ciudad, de acuerdo con la organización The Trust for Public Land. La lista incluye gran variedad de parques estatales, nacionales, municipales, regionales y refugios silvestres, así como los bosques más visitados. El parque estatal Chugach en el condado de Anchorage, Alaska, ocupa el primer lugar con 490 125 acres (1983 kilómetros cuadrados).
El escritor estadounidense Marcy Cottrell Houle, dijo que este sitio «captura la esencia de lo que es natural y salvaje (...)», con vistas panorámicas a la ciudad de Portland, además de ser un «refugio para las personas y la vida silvestre, y una parte integral del medio ambiente de Portland».
El Metro Regional Government, una organización regional del Área metropolitana de Portland que gestiona los parques regionales y espacios naturales realizó un estudio sobre los deslizamientos de tierra ocurridos en las cercanías del parque entre 1996 y 1998. El ente regional registró 73 deslizamientos, algunos de estos alcanzaron 1000 yardas cúbicas de volumen (27 000 pies cúbicos). También registraron un deslizamiento que sobrepasó las 8000 yardas cúbicas (21 600 pies cúbicos).

### Suelos
Forest Park se compone básicamente de tres tipos de suelos: Goble Silt Loam, Cascade Silt Loam y Wauld Very Gravelly Loam. Estas superficies han sido clasificadas por el Servicio de Conservación de Recursos Naturales (en inglés: Natural Resources Conservation Service), una agencia del Departamento de Agricultura de los Estados Unidos que protege y conserva los recursos naturales.
La superficie Goble Silt Loam se localiza en laderas y crestas, donde predominan los árboles abeto de Douglas (Pseudotsuga menziesii) y arce de Oregón (Acer macrophyllum), mientras que el Cascade Silt Loam se sitúa en las cimas. En la mayoría de los arroyos y afluentes se encuentra el Wauld Very Gravelly Loam.

## Naturaleza

### Vegetación

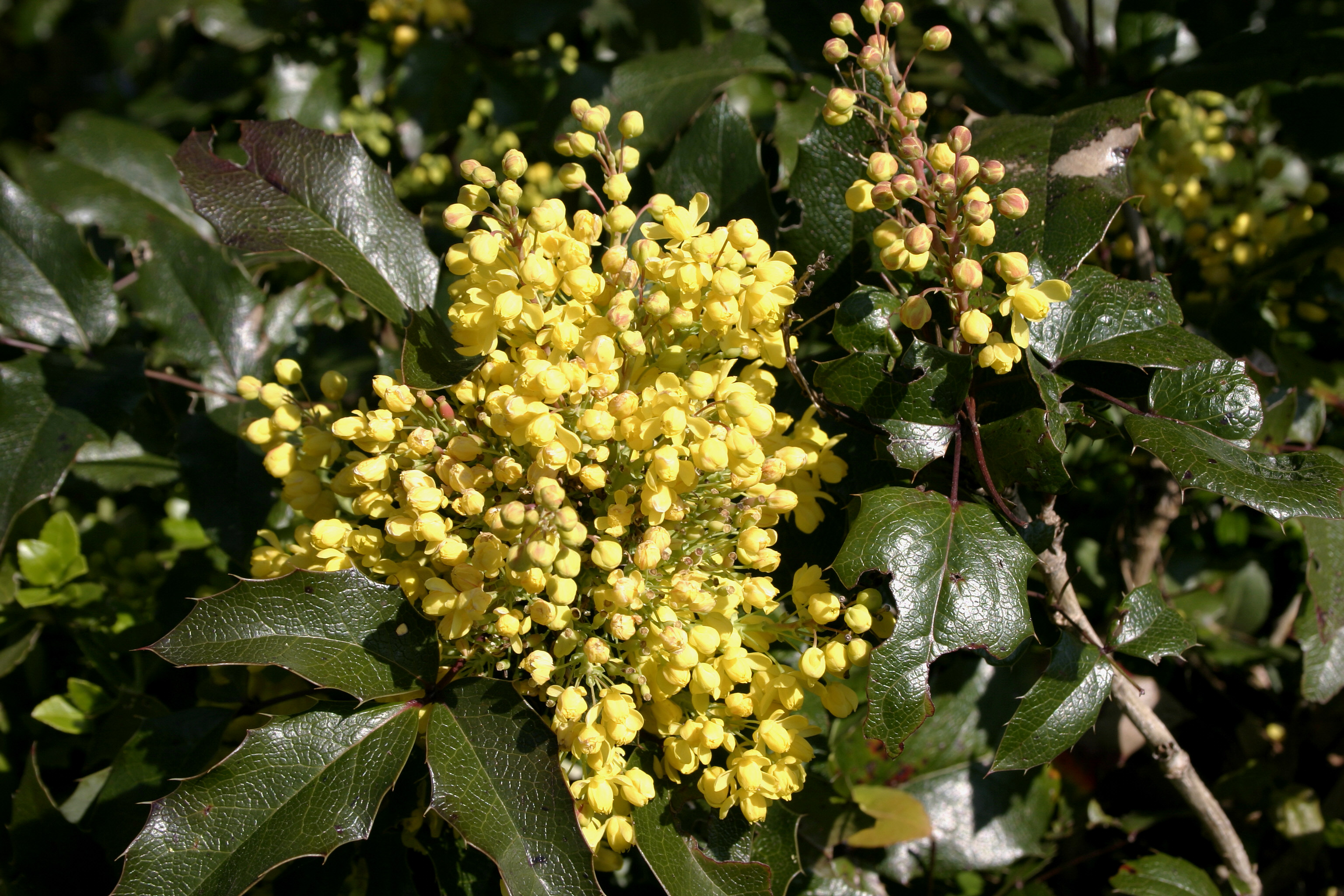
La uva de Oregón (Berberis aquifolium), planta que abunda en Forest Park.

Forest Park es una de las áreas silvestres más extensas y protegidas de Portland. Se localiza al oeste del centro de la ciudad, en la ecorregión de la cordillera de la Costa, lugar protegido por la Agencia de Protección Ambiental (Estados Unidos). El bosque se compone principalmente de tres especies de árboles: el pino de Oregón (Pseudotsuga menziesii var. menziesii), tsuga del Pacífico (Tsuga heterophylla) y el cedro rojo del Pacífico (Thuja plicata), aunque también se encuentra el abeto gigante (Abies grandis), álamo bálsamo Occidental (Populus trichocarpa), aliso rojo americano (Alnus rubra), arce de Oregón (Acer macrophyllum), madroño del Pacífico (Arbutus menziesii), tejo del Pacífico (Taxus brevifolia), entre muchos otros. Otras zonas del parque poseen sotobosques de arbustos bien desarrollados como el red huckleberry (Vaccinium parvifolium) del género Vaccinium, la Gaultheria shallon perteneciente a la familia Ericaceae, Hydrophyllum, Oemleria cerasiformis que es la única especie del género Oemleria, la ortiga mayor (Urtica dioica), entre otras.
A mediados de la década de los años 1990, cerca del 1 % del total de la vegetación del parque estaba compuesta de helechos Pteridium, cardos y de plantas del género Chamerion angustifolium. Un 2 % comprendía arbustos de más de 30 años junto con árboles de menor tamaño, rodeados de plantas de la familia de las rosáceas como la zarza thimbleberry Rubus parviflorus, la flor de Salmonberry (Rubus spectabilis) y moras. Y otro 20 % se componía de alisos, arces y coníferas.
Las áreas más grandes fueron ocupadas por bosques de coníferas que habían crecido más alto que los alisos (Alnus) y arces (Acer). Cerca del 50 % de las áreas boscosas son dominadas por los abetos de Douglas, que pueden vivir más de 500 años. Otro 25 % contiene abundantes grupos de coníferas de mediana edad (entre 80 y 250 años); en estas zonas también predominan los alisos rojos, que pueden vivir más de un siglo, y algunos abetos de Douglas de 240 pies (73 metros) de altura. Otros árboles de gran tamaño como el cedro rojo del Pacífico, tsuga del Pacífico y el abeto gigante (Abies grandis), junto con plantas más pequeñas como la uva de Oregón (Berberis aquifolium), arce enredadera (Acer circinatum) y salal (Gaultheria shallon) se encuentran distribuidas a lo largo de la reserva.

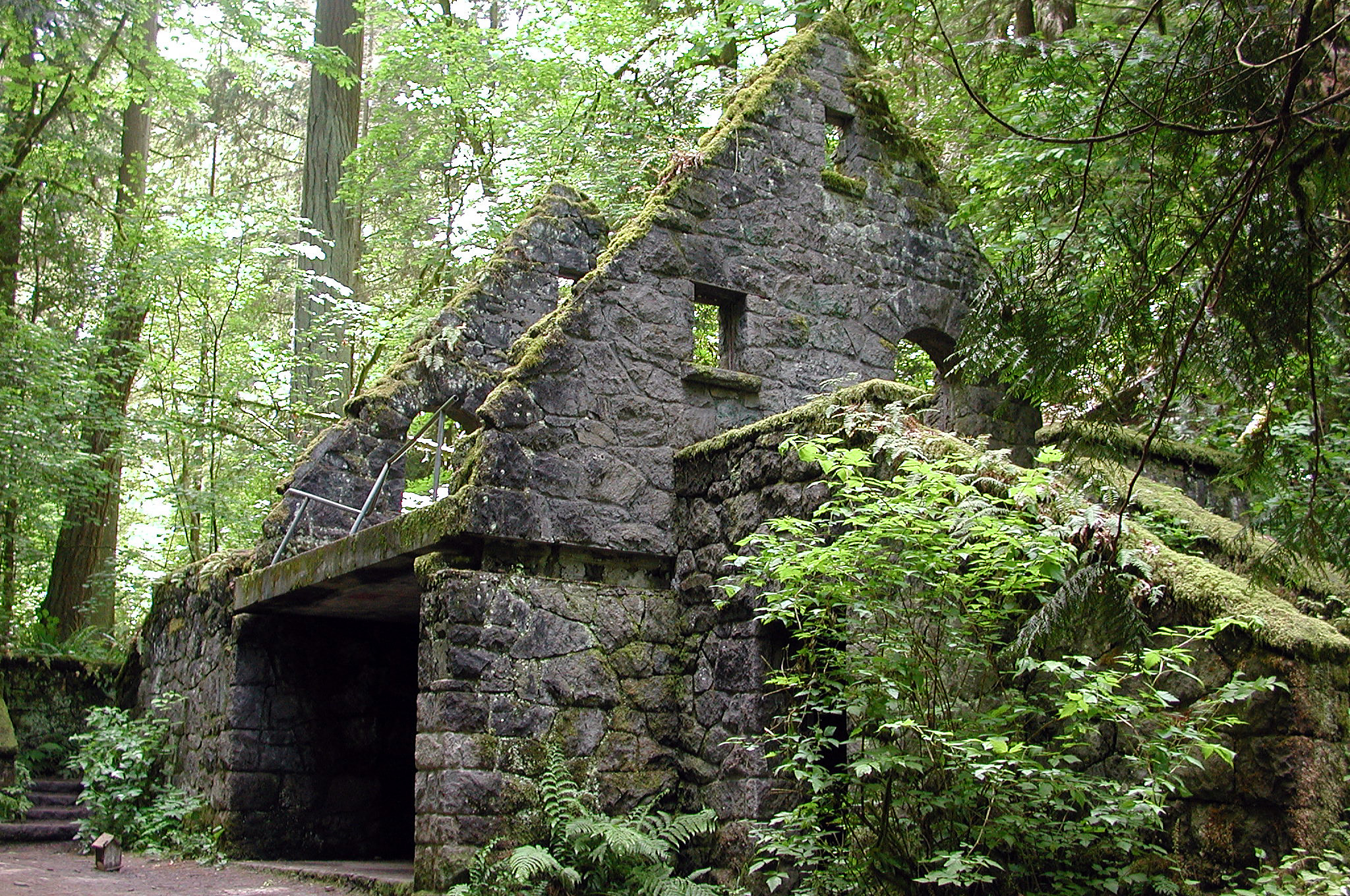
El Works Progress Administration, agencia de obras públicas, fue la encargada de construir la casa de piedra cerca de Balch Creek, en la década de los años 1930.

Entre las flores silvestres prominentes destaca la Prosartes hookeri de la familia liliaceae, Achlys, Viola sempervirens, Trillium y Disporum perteneciente a la familia asparagaceae. También se compone de especies invasoras, entre ellas, la hiedra común (Hedera helix), el acebo (Ilex aquifolium), clemátides (Clematis), gloria de la mañana (Morning glory) y zarza Armeniana (Rubus armeniacus). El parque es un bosque de coníferas en continuo crecimiento, con árboles grandes y maduros, algunos con más de 100 años de antigüedad como los abetos, de la familia pinaceae, rodeados de una gran variedad de flores y arbustos. Un abeto de Douglas situado cerca de la casa de piedra, un antiguo lugar que servía de refugio para las personas, dotado de baños y agua corriente, es el árbol más grande del bosque con 242 pies (74 metros) de altura y 17,3 pies (5,7 metros) de circunferencia.
Algunas plantas del bosque se consideran potencialmente peligrosas, debido a que pueden afectar el ecosistema. La aliaria (Alliaria petiolata), una especie de planta fanerógamas perteneciente a la familia Brassicaceae posee un alto nivel de infestación y puede llegar a afectar seriamente las larvas de las mariposas. Esta planta puede ser erradicada por medio de productos químicos y fitosanitarios como el herbicida o a través de la poda manual. El acebo Ilex aquifolium también presenta un alto nivel de infestación y su fruto es tóxico para los seres humanos. Sin embargo, el uso de estos productos también puede destruir las plantas nativas del parque y afectar los ecosistemas de agua dulce y la vida silvestre.
La hiedra común (Hedera helix) es probablemente una de las especies más peligrosas no solo para el bosque, sino también, para la gran mayoría de parques de la ciudad. Según Rachel Felice, responsable de la gestión y administración de la naturaleza de Portland, esta planta puede llegar a expandirse por más de 4000 metros cuadrados, superar los 30 centímetros de altura y reproducirse con rapidez. Un estudio realizado en 2004 determinó que cerca del 30 % de los bosques y parques de Portland estaba infestado por esta planta.

### Fauna

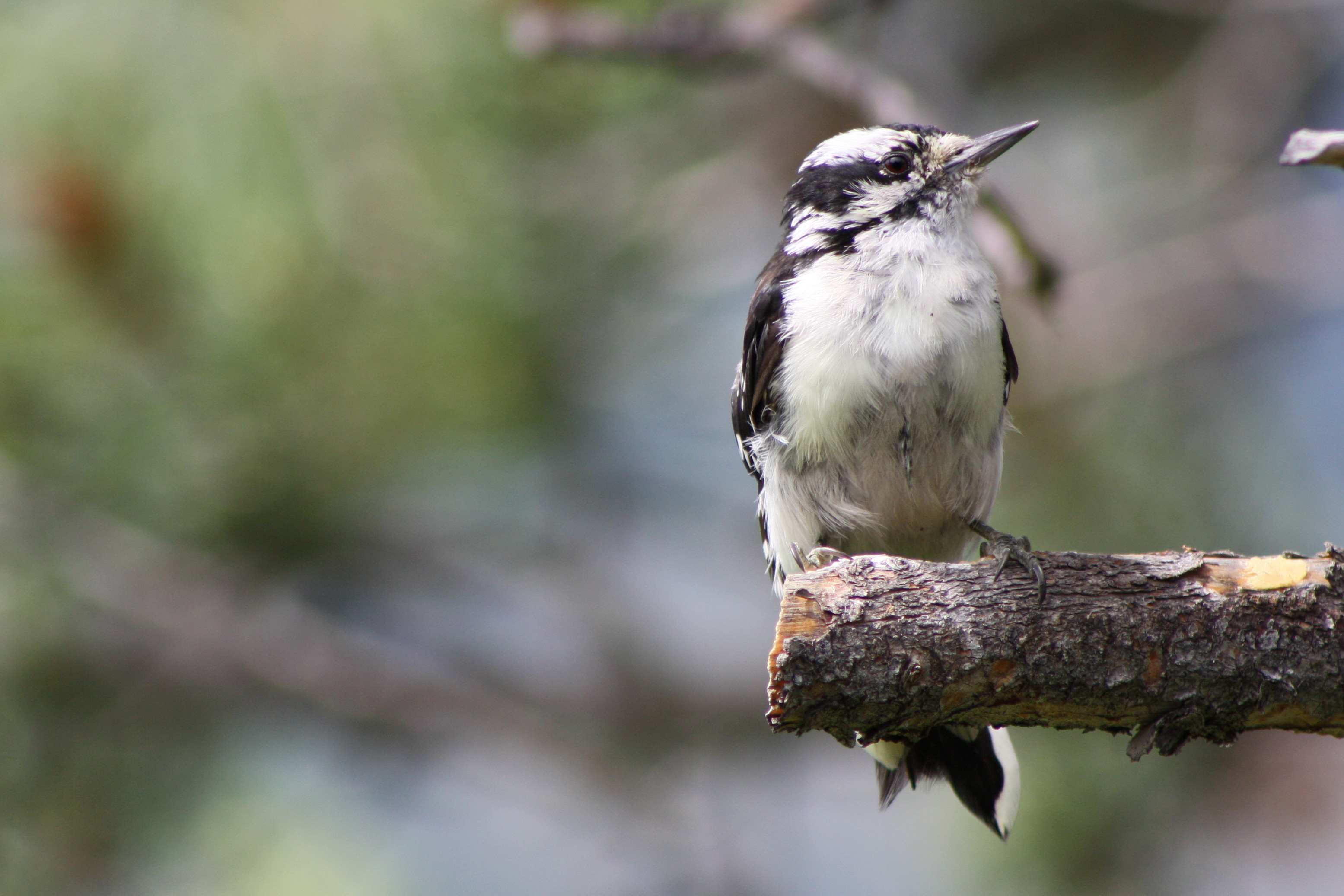
El pico velloso (Picoides villosus) es una de las más de 100 especies de aves que habitan en el parque.

En esta reserva natural habitan aproximadamente 248 especies de animales: mamíferos, aves, peces, reptiles y gran cantidad de animales invertebrados; es citado a menudo como un santuario de vida silvestre. También se caracteriza por las 149 especies de insectos que la conforman, tales como caracoles, babosas, didlópodos, entre muchos otros. Según un estudio realizado por el biólogo John Deshler junto con otros investigadores, Forest Park posee 45 especies de mamíferos y 10 tipos de murciélagos. Musarañas, ardillas, zorrillos, puercoespines, coyotes, comadrejas y otros animales como el venado de cola negra Odocoileus hemionus y el ratón saltador del Pacífico (Zapus trinotatus) son algunos de los mamíferos que frecuentan el parque. Los linces (Lynx) también deambulan aquí, en los lugares más desolados y pueden recorrer hasta 42 millas cuadradas (108,78 kilómetros cuadrados); cazan aves, roedores e incluso ciervos. Por su parte, los alces (Alces alces) recorren el parque en pequeñas manadas, por lo general, del mismo sexo y se refugian en arbustos y helechos. También transitan cerca de la carretera Germantown.
El urogallo azul Dendragapus, búho cornudo (Bubo virginianus), pico velloso (Picoides villosus), chivirín de cola oscura (Thryomanes bewickii), reinita coroninaranja (Oreothlypis celata), águila pescadora (Pandion haliaetus), y el zorzal ermitaño (Catharus guttatus) se encuentran entre las más de 100 especies de aves que habitan este sitio. Se tiene evidencia sobre un grupo de 20 búhos pigmeos (Glaucidium gnoma) que sobrevuelan durante el día y anidan cerca de los riachuelos y los árboles.
La Sociedad Audubon de Portland, una organización que protege la fauna en Portland y cuya sede se encuentra cerca del bosque, mantiene una reserva ecológica de vida silvestre con más de 4 millas (6,4 kilómetros) de senderos, un centro de protección para los animales y exhibiciones de aves. También posee una biblioteca de historia natural, un bosque de coníferas, arroyos y una laguna, donde habitan diversas especies de anfibios como la salamandra de piel rugosa, rana norteña de patas rojas (Rana aurora), entre otras especies.
La contaminación, el cambio climático, las actividades ilegales, la caza, el desarrollo urbano y los problemas con la calidad del agua han deteriorado el hábitat de muchos animales y reducido la presencia de lobos, osos, tortugas y gatos salvajes y ha dado lugar a un mayor número de comadrejas, mapaches, y otros pequeños depredadores. La presencia de insectos y plantas que se consideran invasoras también representan una amenaza para muchas especies y el ecosistema en general, como el escarabajo asiático de antenas largas (Anoplophora glabripennis), un insecto nativo del este de China, Japón y Corea que, por medio de las larvas, altera los tejidos vasculares de los árboles, estimula el crecimiento de hongos, y causa debilidad estructural; pueden llegar a depositar hasta 1000 huevos en los resquicios de la madera, tocones, troncos viejos, en grietas de la corteza y en algunos tallos de plantas. Asimismo, los perros domésticos que circulan sin collares pueden llegar a atacar a los peces, aves y otros animales, además de dañar la vegetación.
La organización Portland Parks & Recreation, una agencia que gestiona los parques de la ciudad y todas las áreas naturales en Portland, publicó un informe en 2013 sobre la vida silvestre de Forest Park. El informe identificaba todos los factores externos que afectaban la fauna, como la contaminación y las actividades ilegales que se cometen dentro y fuera del parque. La tala indiscriminada de árboles nativos como el abeto o el cedro rojo también supone un riesgo para la vida silvestre, debido a que se constituyen en el hábitat natural de cientos de aves y otros animales como ciervos y alces; asimismo, la erradicación de plantas y la vegetación en general para la construcción de rutas, senderos y vías genera un impacto negativo en todo el ecosistema terrestre. Además, permite que otros animales invasores como zorrillos y zarigüeyas circulen libremente sin ningún tipo de restricción. Restablecer las zonas afectadas por la tala de árboles y la erradicación de plantas tardaría entre 10 y 15 años e implicaría la siembra de 1000 plantas.
En este sitio se han realizado investigaciones y estudios sobre la fauna silvestre, en especial a los mamíferos pequeños como los ratones de campo (Apodemus sylvaticus) y los neotomas, debido a que forman parte de la cadena trófica; también por el hecho de proporcionar información útil sobre el ecosistema. Con estos estudios se han identificado nuevas especies, entre ellas, tres de murciélagos de la familia Vespertilionidae: Myotis evotis, Myotis volans y Myotis yumanensis. Científicos, taxónomos y expertos en vida silvestre han participado en proyectos que tienen por objetivo mejorar el entorno del parque y el hábitat de los animales.

### Arroyos

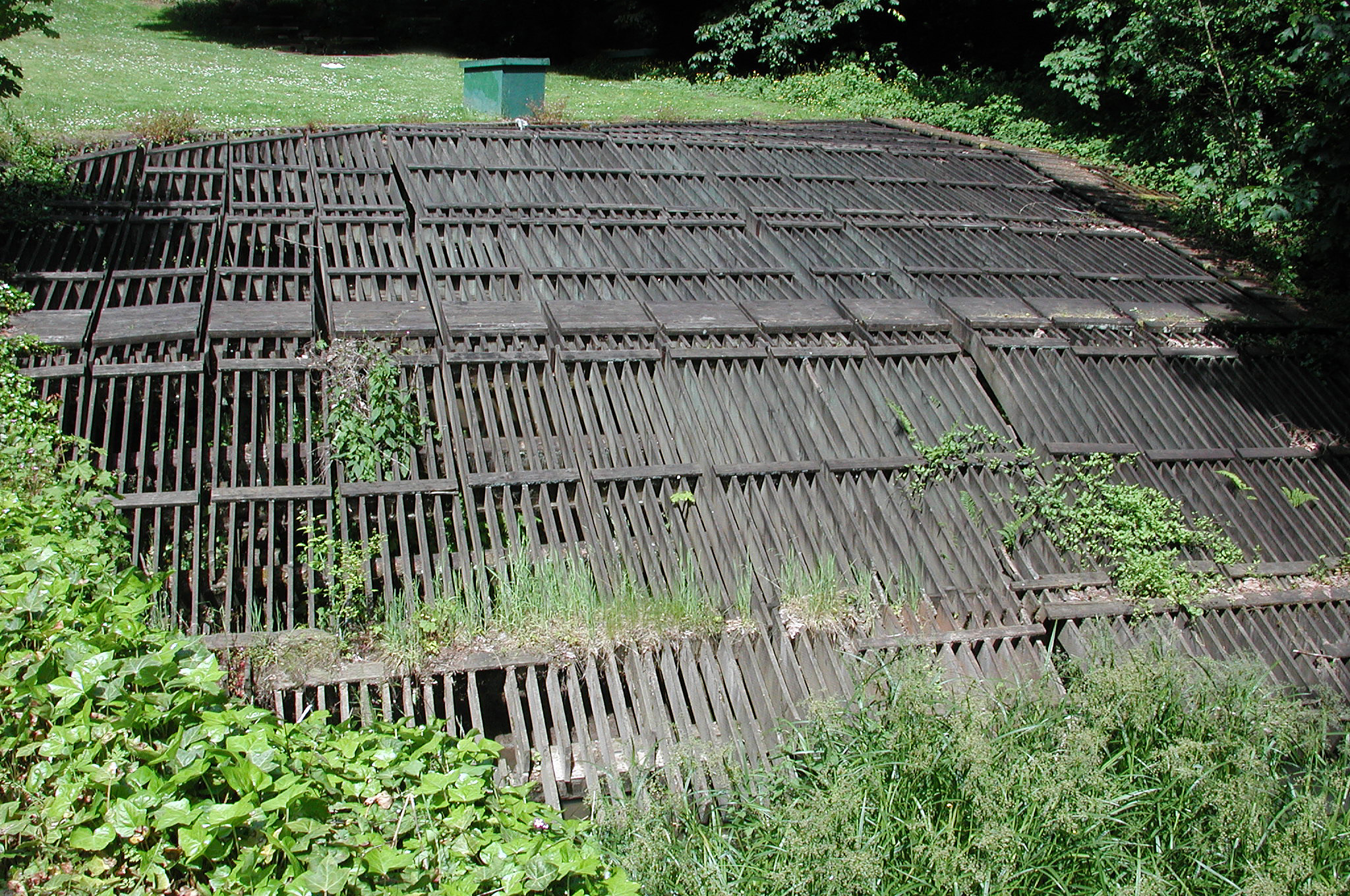
Balch Creek entra por un drenaje pluvial a través de unos conductos.

Las precipitaciones anuales en el bosque se acercan a las 40 pulgadas (1000 milímetros) de lluvia. Los arroyos de menor tamaño fluyen al noreste por las crestas del parque, muy cerca de la ruta 30; además cuenta con varias corrientes fluviales que circulan desde el este hasta el oeste: Balch Creek, Rocking Chair Creek, Saltzman Creek, Doane Creek y Miller Creek, mientras que Rocking Chair Creek es un riachuelo tributario de Saltzman Creek. Después de recorrer Forest Park, las corrientes circulan a través de alcantarillas y otros conductos hacia el río Willamette. Estas vías bloquean la migración de peces desde y hacia este río excepto en Miller Creek, donde los canales son relativamente cortos y han sido modificados para los peces.
Cerca del extremo este del bosque los flujos de Balch Creek circulan libremente y sirven de hábitat para la trucha arcoíris (Oncorhynchus mykiss), insectos del orden de los plecópteros, efemerópteros y trichoptera, entre otras especies. Este arroyo nace en el parque, cerca de la intersección Northwest Skyline y la carretera Thompson. Fluye generalmente al este a unas 3,5 millas (5,6 kilómetros) hasta su confluencia con el río Willamette, un afluente del río Columbia. Esta cuenca se compone de 1387 acres (561,29 hectáreas), equivalente a 2,167 millas cuadradas (5,612 kilómetros cuadrados). Su nombre proviene de Danford Balch, uno de los primeros colonos que llegó a Oregón en 1850.
En el extremo oeste, más alejado del centro de la ciudad, el Miller Creek conserva su naturaleza histórica y sustenta a una gran diversidad de organismos acuáticos como el Oncorhynchus clarkii, salmón plateado (Oncorhynchus kisutch), y la trucha arcoíris, aunque en 2012 se detectó la presencia de la trucha degollada Oncorhynchus clarkii clarkii y de macroinvertebrados como plecopteros, efemerópteros, cangrejos de río, frigáneas, entre otros. La salamandra de piel rugosa (Taricha granulosa) también habita en este riachuelo.

### Forest Park Conservancy
Forest Park Conservancy es una organización sin ánimo de lucro que protege la ecología de esta reserva. En ella participan profesionales, personas voluntarias, comunidades y empleados. Se fundó como una «organización caritativa exenta de impuestos», después de que un grupo de líderes comunitarios de Portland promovieran la conservación ambiental del parque como consecuencia de la explotación forestal que se vivió a mediados de la década de los años 1940. Este grupo, formado por 50 individuos, tomó como base los estudios realizados en 1903 por la firma de arquitectos Olmsted Brothers. Finalmente, en 1989 se establecieron como una organización que promueve la conservación ambiental.
Anualmente, Forest Park Conservancy realiza una convocatoria para mejorar las instalaciones del parque, erradicar plantas invasoras como la hiedra, mantener en buen estado los senderos y conservar todas las especies de plantas nativas. Más de mil voluntarios participan en estas actividades respaldadas por el director del Forest y el Departamento de recreación y parques de Portland. También proporciona información complementaria a todas las personas que frecuentan este lugar, como mapas, guías e instrucciones.
Esta institución que promueve constantemente la conservación de la reserva ha recibido la colaboración por parte de empresas y fundaciones, entre ellas, Collings Foundation que trabaja en la preservación y exhibición pública de la historia del transporte y la aviación, Ann & Bill Swindells Charitable Trust cuyo objetivo es mejorar la calidad de vida de los ciudadanos de Oregón, The Maybelle Clark Macdonald Fund que se enfoca en la recaudación de fondos, entre muchas otras.
Aparte de Forest Park Conservancy, también existen otros grupos involucrados en proyectos para eliminar la hiedra, plantar especies nativas, y ampliar y proteger las zonas ribereñas.

## Recreo

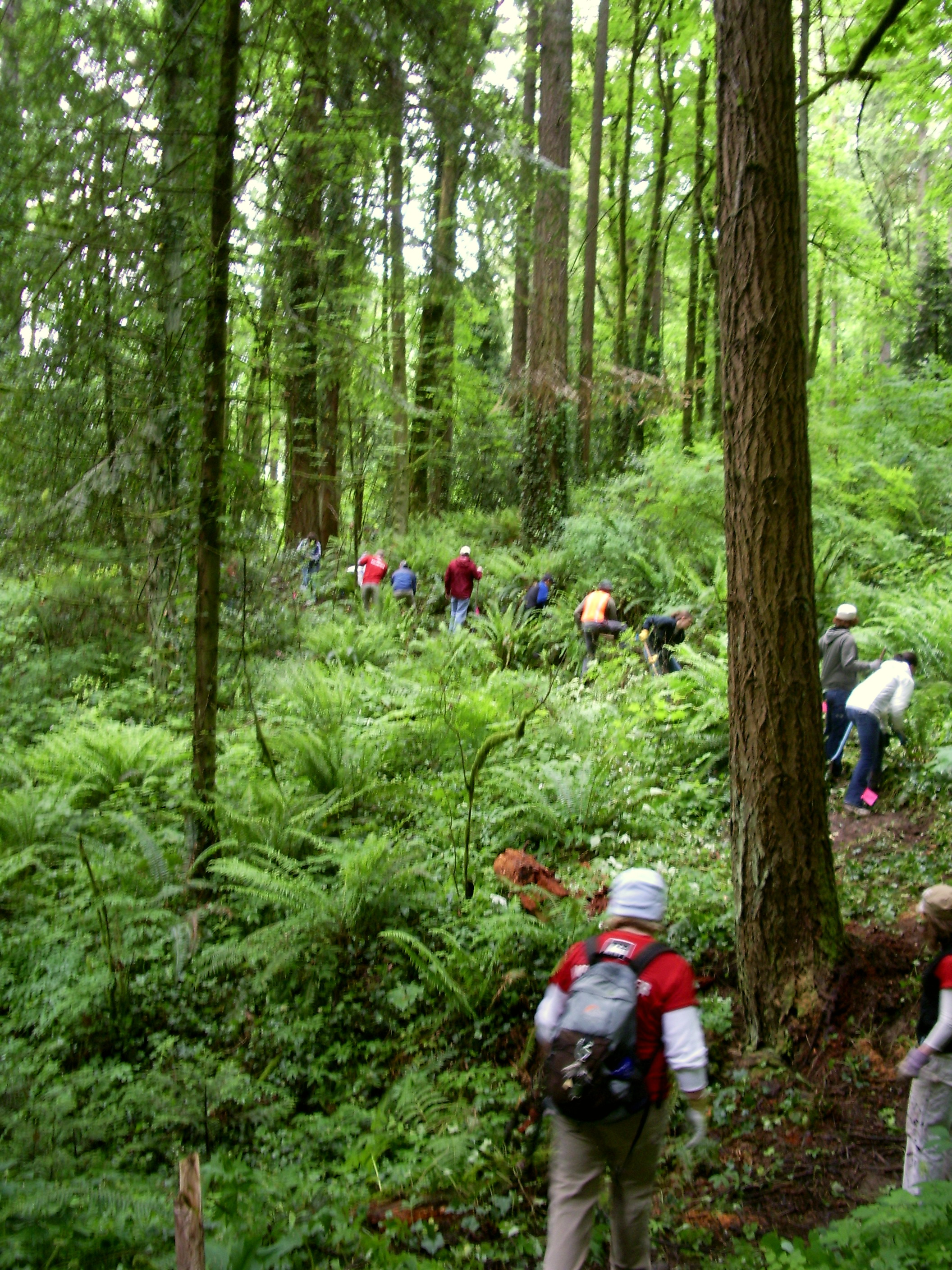
Excursionistas caminando el Wildwood Trail.

Forest Park es un parque público conformado por bosques, senderos, rutas, trochas y espacios naturales. Es gestionado por Metro, una agencia del gobierno que opera en la zona metropolitana de Portland. 
En la parte central del parque se encuentra el Wildwood Trail, el sendero más extenso. Este sitio pasa por el parque Macleay, y se extiende por más de 30 millas (48,28 kilómetros), e incluye un campamento recreativo el cual es utilizado por las personas que frecuentan el cañón Balch Creek.
Debido a su extensión, este sitio se conecta con otros lugares importantes como la mansión Pittock, una casa que fue construida en 1914 por el magnate y editor de periódicos Henry Pittock, el zoológico de Oregón, el Audubon Society of Portland (organización ambiental de Portland), el arboreto de Hoyt y el parque Washington. Además, se puede apreciar la cima de varios estratovolcanes tales como el Monte Rainier, Santa Helena, Hood, Jefferson y Adams. También pasa por el jardín japonés de Portland, cuyo diseño estuvo a cargo del arquitecto Takuma Tono en 1963, los ríos Willamette y Columbia, el arroyo Johnson, el canal Columbia Slough y el corredor Springwater, una vía verde que sirve para caminar y montar en bicicleta. Asimismo se extiende hasta los suburbios Fairview, Gresham y Boring, todos situados al este.
Esta red de senderos conecta a más de 30 parques independientes que ofrecen diversos espacios para la recreación, tales como paseos a caballo, patinaje en línea, piragüismo, y la visualización de humedales, además de la posibilidad de practicar senderismo y ciclismo. También se conecta con otros sitios de interés como el sendero Discovery en el Condado de Clark (Washington), el Terwilliger situado en el parque Tryon Creek, en Lake Oswego y el Overlook que se extiende por más de un kilómetro.
Existe un proyecto por parte de la empresa Metro, que consiste en extender y conectar el sendero a otros puntos de interés, como ríos, regiones y condados. Además, se pretende crear un parque recreativo entre el corredor Springwater y el sendero Cazadero, en Barton (Oregón). Metro también ha propuesto conectar el Wildwood Trail hasta el Westside Trail, que va de norte a sur a través del río Tualatin, en el Condado de Washington (Oregón). Sin embargo, varios representantes de una asociación de Forest Park se mostraron en contra por el impacto que se puede generar en las áreas silvestres y naturales: no habría «suficiente mitigación para compensar el daño...». Otros objetivos a largo plazo incluyen enlazar el sendero hasta el río Sandy, pasando por el Macizo del Pacífico, que va de México a Canadá.

### Wildwood Trail

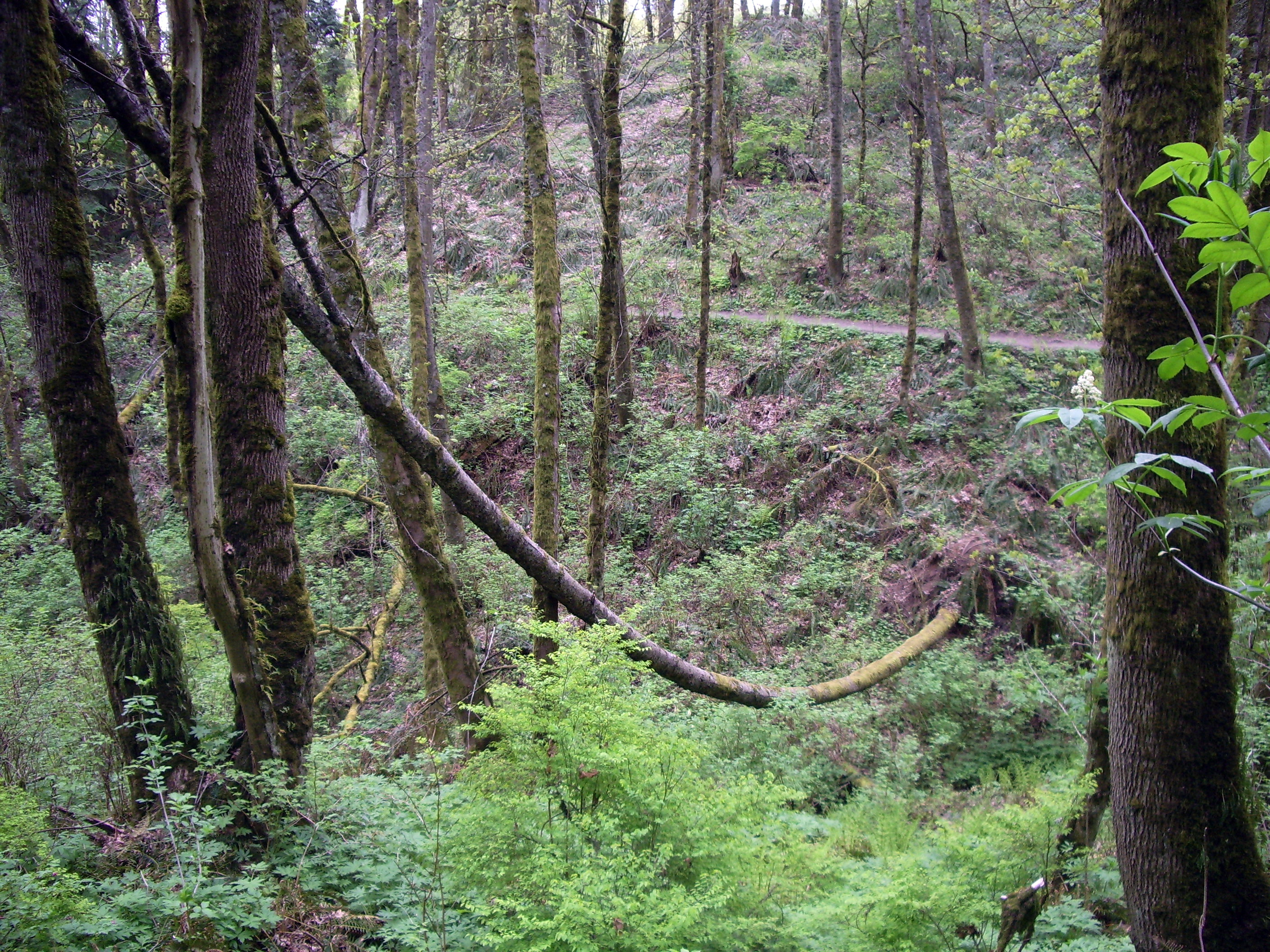
Alisos cerca del Wildwood Trail.

El parque posee una red de senderos recreativos de 70 millas (110 kilómetros), donde se entrecruzan ríos, lagunas, canales y arroyos, además de calles, rutas y caminos. La zona más extensa de Forest Park se llama Wildwood Trail, también conocida como Wildwood National Recreation Trail, una parte del bosque de gran interés para las personas que practican senderismo, ciclismo u otro deporte; también es la sección más extensa del corredor ecológico 40-Mile Loop, una zona que comprende 150 millas (240 kilómetros) donde se practica el patinaje, el piragüismo y otros deportes extremos, además concurre con más de treinta parques de Portland.
Este importante sendero nace en el parque Washington, donde converge con otros sitios de interés como el zoológico de Oregón, el Metropolitan Area Express (sistema de tren ligero en el área metropolitana de Portland), el Arboreto de Hoyt, el Oregon Vietnam Veterans Memorial, un monumento conmemorativo dedicado a los residentes de Oregón que sirvieron en la guerra de Vietnam y el World Forestry Center, una institución educativa.

### Otras calles, rutas y caminos
Por ser un lugar de gran tamaño, muchas de las rutas y caminos que forman parte del parque se entrecruzan con el Wildwood Trail. El acceso a los senderos solo está disponible para aquellas personas que practican el senderismo, a excursionistas y corredores, aunque también es el lugar apropiado para los que se movilizan por medio de caballos y vehículos de transporte como las bicicletas.
Leif Erickson Drive, una vía restringida a las motocicletas que se extiende por más de 11 millas (17,70 kilómetros), también se entrecruza por toda la zona central de Forest Park; antiguamente esta carretera era conocida como Hillside Drive, pero fue renombrada en 1933 a petición de los Hijos de Noruega, una organización fraternal que busca preservar y fomentar la cultura de Noruega en los Estados Unidos. De la misma manera que las líneas de transmisión eléctrica de la Bonneville Power Administration, una agencia federal que comercializa energía y una tubería de gas.

## Riesgo ambiental
El parque ha sufrido alteraciones ambientales como consecuencia de las actividades del hombre y de fenómenos naturales. Los incendios representan unas de las principales amenazas, así como también, la falta de recursos para el mantenimiento, la contaminación, la usurpación de terrenos, el tráfico urbano y las plantas invasoras. La Agencia Federal para el Manejo de Emergencias (FEMA), quien trabaja para el gobierno de los Estados Unidos en temas sobre desastres naturales afirma que las inundaciones, terremotos y los fuertes vientos son fenómenos naturales que afectan gravemente las reservas naturales de Portland.
Los antecedentes sobre incendios se remontan a finales de la década de los años 1880, sobre la base de unos reportes e informes de Fred Nilsen, un arboriculturista que ha trabajado por más de dos décadas para la oficina de parques y recreación de Portland. Estos reportes indican que el primer incendio se produjo en 1889 en las cercanías del cañón Balch Creek, un desfiladero situado al noroeste de la carretera Cornell y se propagó hasta el parque por fuertes vientos. Otros ocurrieron en las cercanías del bosque, en 1940 y 1951, llegando a afectar cerca de 3000 hectáreas de vegetación. Según Nilsen, estos desastres ocurren por las altas pendientes las cuales pueden sobrepasar los 40 grados y son propicias «para la propagación de incendios forestales». Asimismo, las laderas y los terrenos más arenosos y desérticos presentan un mayor riesgo por la falta de lluvias o precipitaciones. Las industrias eléctricas y petroleras que se encuentran localizadas sobre la ruta 30 de Oregón también representan una amenaza por el comercio y almacenamiento de petróleo y las redes de transmisión de energía eléctrica.
En 2010, la empresa Kinder Morgan Energy Partners erradicó más de 300 árboles como parte de un proyecto. Un tramo de 1,7 millas fue retirado, debido al mantenimiento de una tubería de gas construida a comienzos de la década de los años 1960. Los árboles cortados fueron reacomodados en puntos estratégicos, pero afectó el hábitat de varios animales vertebrados como las aves.
El último incendio se produjo en 2015 y afectó un área que comprendía 100 pies (30,48 metros) de abundante vegetación.

## Crímenes y otros hechos

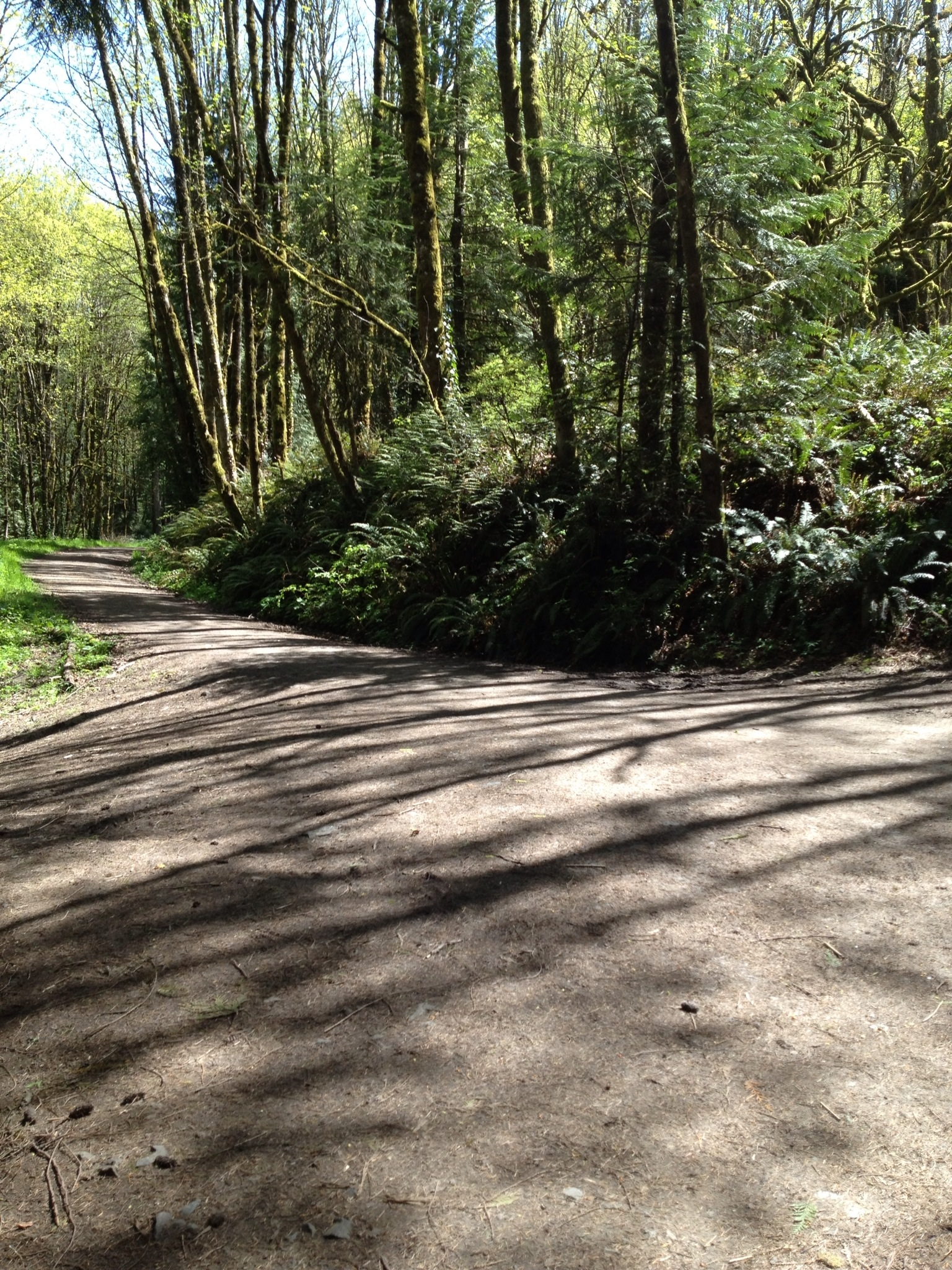
Intersección de Leif Erickson y Springville Rd, dentro de Forest Park, Portland, Oregón.

Uno de los primeros reportes sobre crímenes se dio el 26 de noviembre de 1960, con el descubrimiento de los cuerpos sin vida de Larry Peyton y Beverly Allan, dos adolescentes que frecuentaban el parque. El primero fue hallado el martes 27 de noviembre dentro de un vehículo, mientras que el cuerpo de la joven fue descubierto en enero de 1961. Peyton murió de 23 puñaladas y un golpe en la cabeza y Allan por estrangulamiento.
Cerca de la carretera Leif Erickson Drive y Springville, se han presentado dos situaciones sobre asesinatos, aunque también se tienen reportes de otros delitos. En 2001, un hombre se declaró culpable por el asesinato de tres mujeres prostitutas, cuyos cuerpos fueron encontrados en Forest Park, cerca de Northwest Saltzman, en 1999. El análisis forense determinó que los asesinatos ocurrieron en otros lugares y que los cuerpos fueron llevados al parque.
En 2003, los miembros de un jurado condenaron a otro hombre por el asesinato de su expareja en un sendero de Forest Park en 1996. También se han presentado otros crímenes tales como asaltos, robo de vehículos, hurto a menores de edad, provocación de incendios de forma deliberada y consciente y el cultivo de marihuana. En 2007, alguaciles del condado de Multnomah incautaron 114 plantas de marihuana en proceso de maduración, en unas colinas situadas cerca del barrio Linnton. La policía había realizado otra operación en 2005 para erradicar un pequeño cultivo de marihuana. También es común encontrar indigentes que se refugian de manera ilegal en el parque. En 2004, las autoridades de Portland encontraron a una familia —padre e hija— que permaneció durante cuatro años en una colina de Forest Park; se trataba de una persona que formó parte del Cuerpo de Marines de los Estados Unidos y prestó el servicio en la guerra de Vietnam.
En febrero de 2010 se descubrió una pista de ciclismo que funcionaba ilegalmente. Medía cerca de 1 milla (1,6 kilómetros), y se ubicaba en una parte desolada de poca circulación. En 2014, varios excursionistas encontraron una trampa cazabobos que podía disparar cartuchos de escopeta; la policía de Portland quitó el dispositivo.
Dentro de este sitio se han identificado varias amenazas, como el desarrollo urbano que restringe el desplazamiento de animales salvajes y aves, las plantas invasoras, perros sueltos, riesgo de incendio, aumento de la tasa de mortalidad de árboles, incumplimiento de las normas, y la falta de dinero. En 2010, la ciudad contrató a un agente forestal de tiempo completo para el parque.
Un reporte emitido por el FBI en 2013, determinó que en el parque se cometen aproximadamente 193 casos de crímenes violentos. Otras estadísticas indican que este sitio «es más seguro que el 79 % de la ciudades de Oregón», que la tasa de delincuencia «es un 30% inferior a la de la media nacional» y por «cada 100 000 personas hay 5,86 crímenes». En 2014, la cifra sobre crímenes violentos disminuyó en contraste con 2013, con un solo caso y «hubo 17 delitos por cada 1000 habitantes».